# Cerambyx welensii
Cerambyx welensii é uma espécie de insetos coleópteros polífagos pertencente à família Cerambycidae.
A autoridade científica da espécie é Kuster, tendo sido descrita no ano de 1846.
Trata-se de uma espécie presente no território português.